# Jacob van der Heyden
Jacob van der Heyden né en 1573 à Strasbourg et mort en 1645 à Bruxelles, est un peintre, dessinateur graveur et éditeur belge. Il est le beau-frère du graveur Isaac Brunn.

## Biographie
Son père, Jan van der Heyden, s'installe à Strasbourg avant 1590 et y obtient le droit de bourgeoisie en 1600. C'est probablement lui qui forme son fils Jacob. Ce dernier est ensuite actif à Strasbourg et Francfort. Durant le premier tiers du XVIIe siècle, il devient un portraitiste talentueux, et réalise de nombreuses représentations de chefs de guerre, savants, ou notables strasbourgeois à l'eau-forte.
Fidèlement au goût de cette époque, il compose des illustrations d'Emblemata gravées par Matthäus Merian pour l'ouvrage de Jacob Bruck ou des illustrations d'actualités.
Son travail d'éditeur lui permet de collaborer avec Wenceslas Hollar dont il publie en 1629 la célèbre série des quatre Saisons strasbourgeoises.

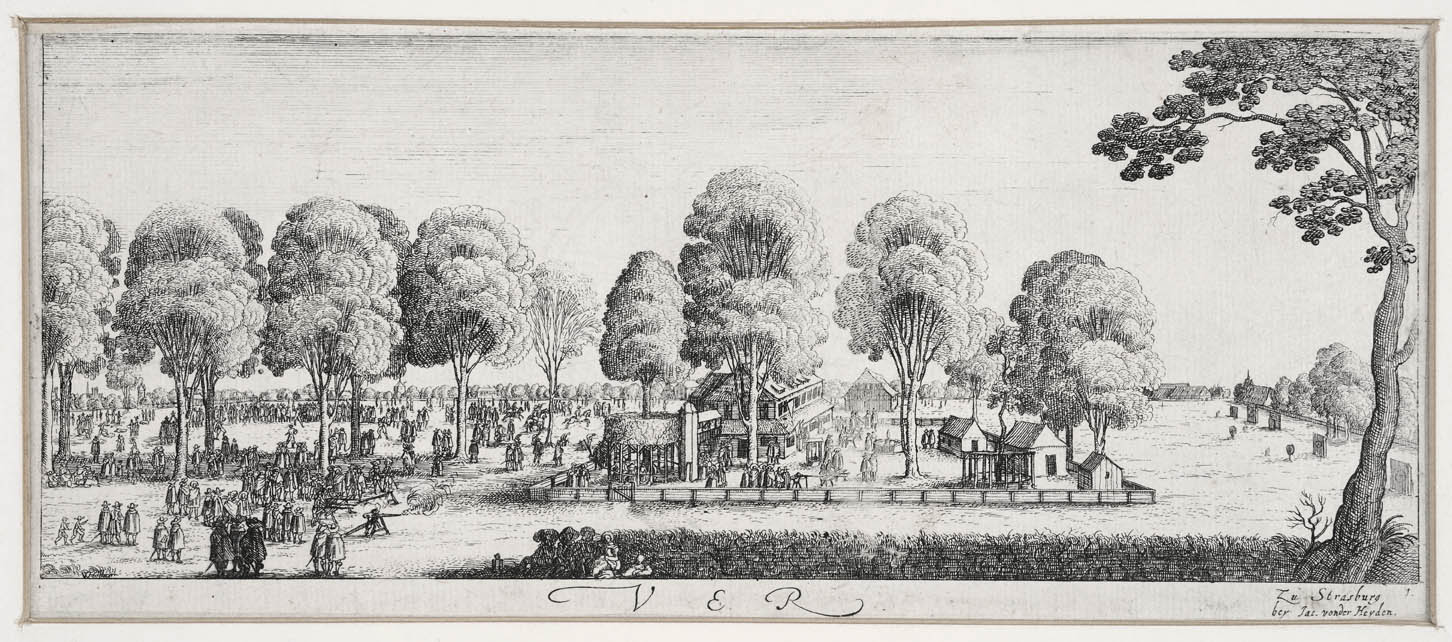
Wenzel Hollar, les quatre Saisons, le Printemps, eau-forte, 1629
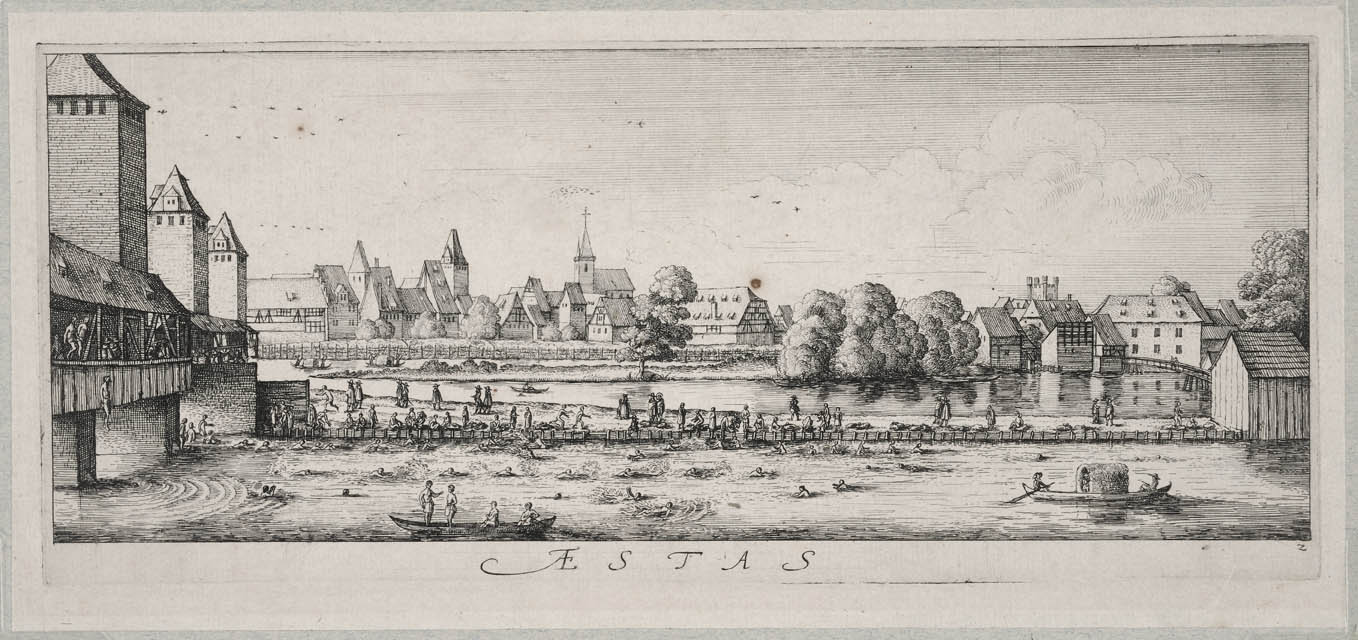
Wenzel Hollar, les quatre Saisons, l'Été, eau-forte, 1629
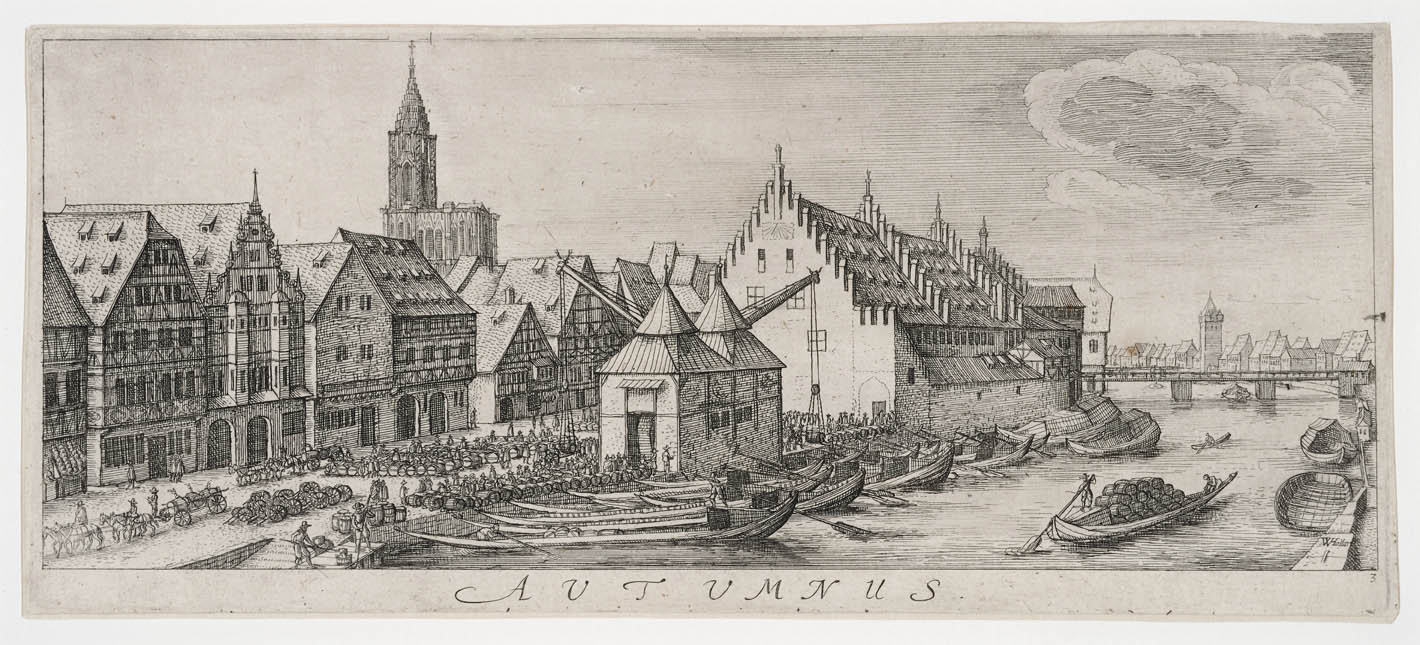
Wenzel Hollar, les quatre saisons, l'Automne, eau-forte, 1629.
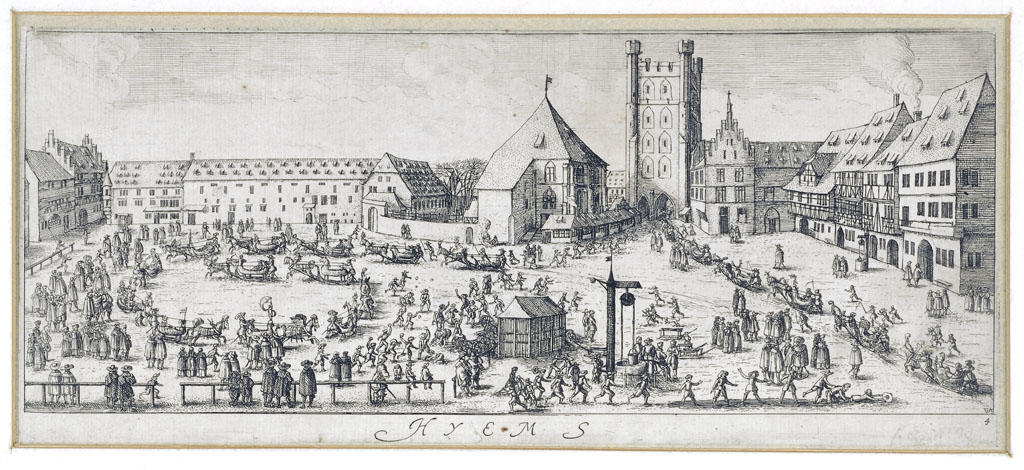
Wenzel Hollar, les quatre Saisons, l'Hiver, eau-forte, 1629

## Réalisations
Il publie par ailleurs plusieurs séries, notamment consacrées aux Cinq sens ou aux âges de la vie

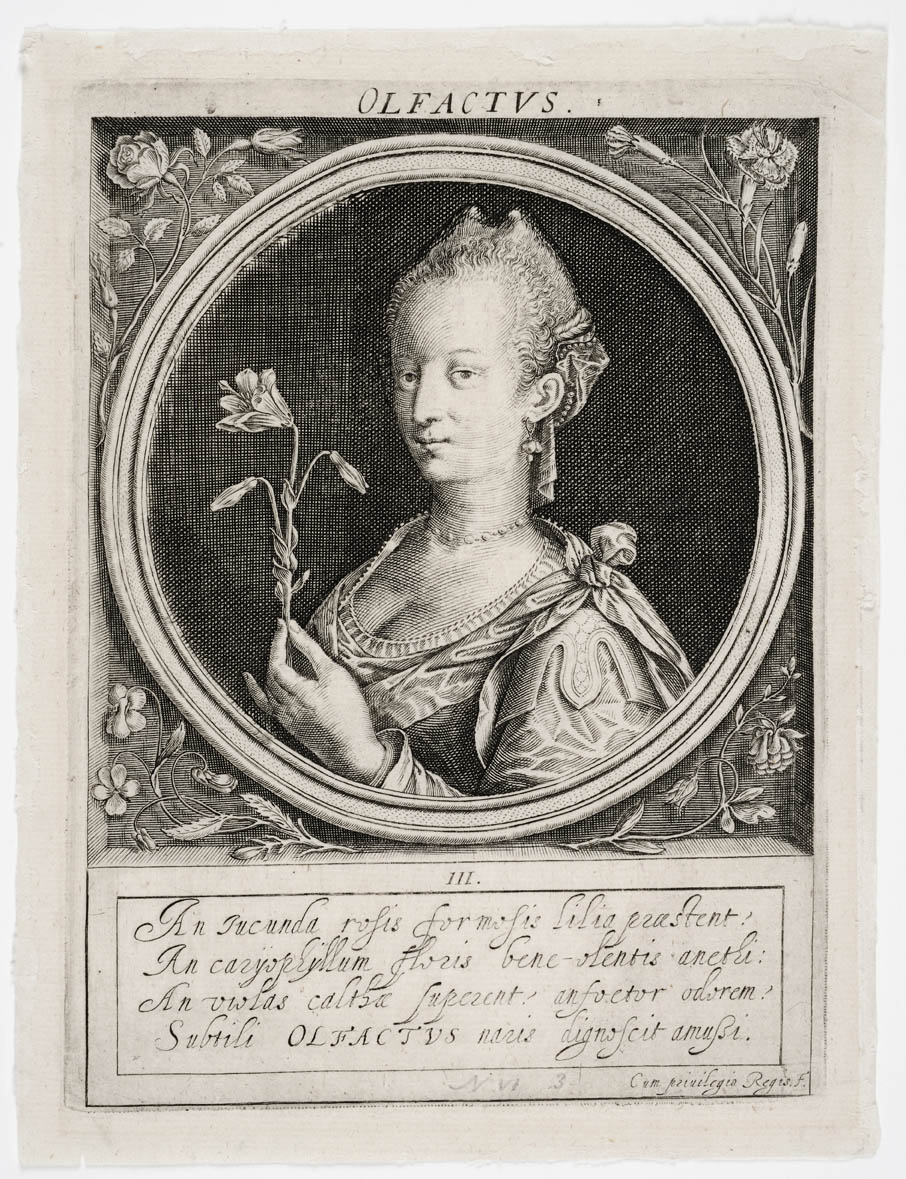
Jacob van der Heyden, Les cinq sens, l'Odorat
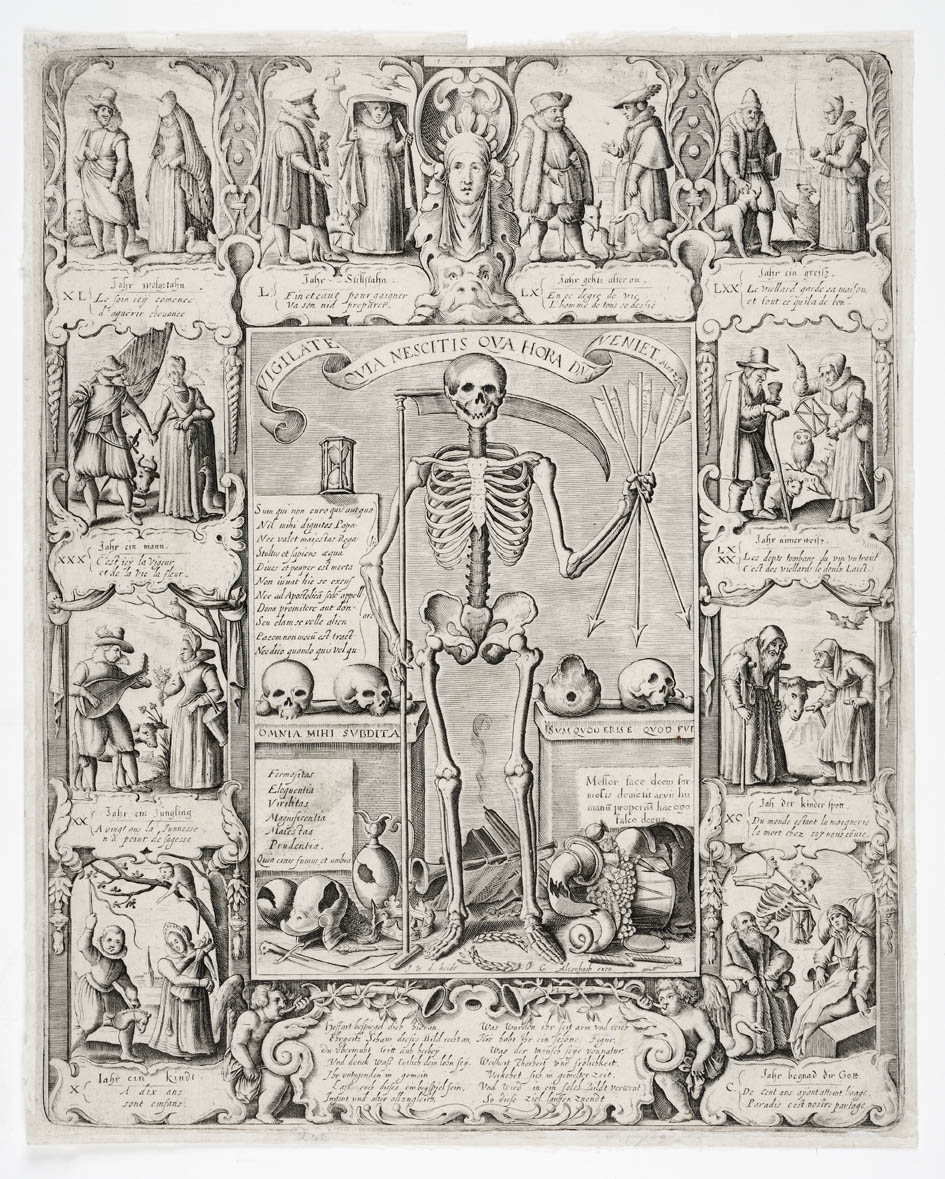
Jacob van der Heyden, les âges de la vie, 1616

Il réalise en 1618 un important ouvrage illustrant la vie strasbourgeoise, le Speculum Cornelianum.